# Ignaz Raab

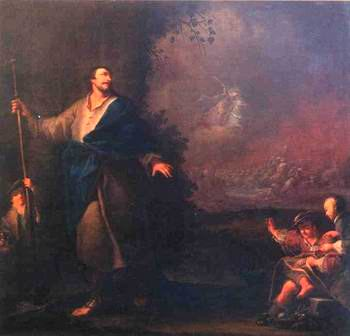
Gemälde „Jakobus der Ältere“ von Ignaz Raab (Ausschnitt)

Ignaz Viktorin Raab, auch Ignatius Victorin Raab, Geburtsname Ignaz Joseph Raab, tschechisch Ignác Viktorin Raab (* 5. September 1715 in Nechanice; † 2. Februar 1787 in Velehrad) war ein böhmischer Kirchenmaler des Spätbarock und Rokoko.

## Leben
Raab wurde als zwölftes Kind des Franz Raab geboren. Da er künstlerisch begabt war, schickte ihn sein Vater zur Ausbildung zum Jičíner Barockmaler Johann Georg Major (Jan Jiří Major), der aus dem Friaul stammte.
Im Jahre 1744 trat Raab in Brünn als Novize in den Jesuitenorden ein. Nach Beendigung des zweijährigen Noviziats wirkte Raab an verschiedenen Ordenshäusern, so 1747 in Uherský Brod, 1750 in Uherské Hradiště, 1751 in Olmütz und 1752 in Jihlava, wo er vor allem als Maler tätig war. In Kutná Hora, wo er zwischen 1754 und 1756 wirkte, war Raab zunächst als Gehilfe der Bauhütte tätig und im letzten Jahr wieder als Maler. Zwischen 1758 und 1771 wirkte Raab am Prager Clementinum, wo er u. a. 21 Bildnisse aus dem Leben des hl. Aloisius von Gonzaga und 26 vom hl. Stanislaus Kostka schuf. 1770 unterbrach er seine Tätigkeit am Clementinum und schrift für die Kirche St. Ignatius in der Prager Neustadt vier Altarbilder. Zu seinen Mitarbeitern gehörte zu dieser Zeit auch der Maler Josef Kramolín. Weiterhin war Rabb auch in Klatovy und Opava tätig.
Nach der Aufhebung des Jesuitenordens im Jahre 1773 fand Raab durch die Zisterzienser Aufnahme im Kloster Velehrad. Hier schuf er ebenfalls eine Vielzahl von Gemälden. Raab hatte zu dieser Zeit seinen künstlerischen Höhepunkt überschritten und in seinen leichten Rokokostil fanden zunehmen klassizistische Elemente Einzug. Als 1784 das Kloster Velehrad zum Zuge der Josephinischen Reformen aufgelöst wurde, musste Raab erneut sein Leben neu orientieren. Er entschied sich für einen Verbleib in Velehrad und verdiente sich seinen Lebensunterhalt als Kunstmaler. Seine Bilder hat Raab fast nie signiert.

## Werke
Raab schuf eine Vielzahl von Altarbildern und Fresken. Dazu gehören u. a. Altarbilder in Kirche St. Ignatius in der Prager Neustadt, der Kirche St. Niklas auf der Prager Kleinseite, der Bartholomäuskirche in Kolín, der Kirche in Ostředek, der Klosterkirche St. Marienthal, der Dreifaltigkeitskirche Fulnek, der Jakobskirche in Jičín, der Propsteikirche St. Hippolyt in Hradiště sv. Hypolita, der Pfarrkirche Mariä Himmelfahrt und Johannes von Nepomuk in Kvasice, der Piaristenkirche Mariä Heimsuchung in Bílá Voda, der Wallfahrtskirche Křtiny und der Wallfahrtskirche der Schmerzhaften Mutter Gottes in Bohosudov sowie Gewölbefresken in der Klosterkirche Mariä Himmelfahrt auf dem Strahov.